# チャークー県
チャークー県（チャークーけん、ベトナム語：Huyện Trà Cú / 縣茶句?）は、ベトナム社会主義共和国チャーヴィン省の県。面積は312.43km²、人口は167,637人（2015年）である。

## 行政区画
2市鎮15社から構成される。